# Лінкольн (Нью-Гемпшир)
Лінкольн (англ. Lincoln) — місто (англ. town) в США, в окрузі Ґрафтон штату Нью-Гемпшир. Населення — 1631 особа (2020).

## Демографія
Згідно з переписом 2010 року, у місті мешкали 1662 особи в 794 домогосподарствах у складі 439 родин. Було 2988 помешкань
Расовий склад населення:
| - 96,9 % — білих - 1,7 % — азіатів - 0,3 % — чорних або афроамериканців - 0,1 % — корінних американців |

До двох чи більше рас належало 0,6 %. Частка іспаномовних становила 1,7 % від усіх жителів.
За віковим діапазоном населення розподілялося таким чином: 18,7 % — особи молодші 18 років, 60,9 % — особи у віці 18—64 років, 20,4 % — особи у віці 65 років та старші. Медіана віку мешканця становила 48,5 року. На 100 осіб жіночої статі у місті припадало 105,2 чоловіків;  на 100 жінок у віці від 18 років та старших — 103,3 чоловіків також старших 18 років.
Середній дохід на одне домашнє господарство  становив 57 046 доларів США (медіана — 50 238), а середній дохід на одну сім'ю — 72 279 доларів (медіана — 56 932). Медіана доходів становила 32 222 долари для чоловіків та 30 089 доларів для жінок. За межею бідності перебувало 15,4 % осіб, у тому числі 0,0 % дітей у віці до 18 років та 5,9 % осіб у віці 65 років та старших.
Цивільне працевлаштоване населення становило 679 осіб. Основні галузі зайнятості: мистецтво, розваги та відпочинок — 47,4 %, будівництво — 10,9 %, освіта, охорона здоров'я та соціальна допомога — 10,6 %.